# Herkules s hydrou
Herkules s hydrou, nebo také socha Herkules, je barokní pískovcová skulptura od neznámého autora. Nachází se na umělém ostrůvku uprostřed v dolním jezírku v Kinského zahradě v Petřínských sadech na Smíchově v Praze v geomorfologickém celku Pražská plošina.

## Historie a popis díla
Dílo Herkules s hydrou bylo vytvořeno technikou sekání v 17. století a představuje mytického hrdinu Herkula (syna boha Dia a Alkmény), jak bojuje s mytickou příšerou Hydrou (dcerou stohlavého obra Týfóna a Echidny, napůl ženy a napůl hada). Herkules je ztvárněn, jak shora drží otevřenou tlamu vzpínající se hydry, silou ji tlačí k zemi a chystá se ji udeřit kyjem. Herkules je nahý a jeho tělo má podrobně vypracovanou muskulaturu zápasu. Hydra obtáčí svým ocasem Herkulovu pravou nohu.
Herkules s hydrou je kulturní památkou České republiky. Socha byla na současné místo přemístěna z ostrova Kampa v roce 1939.

## Galerie

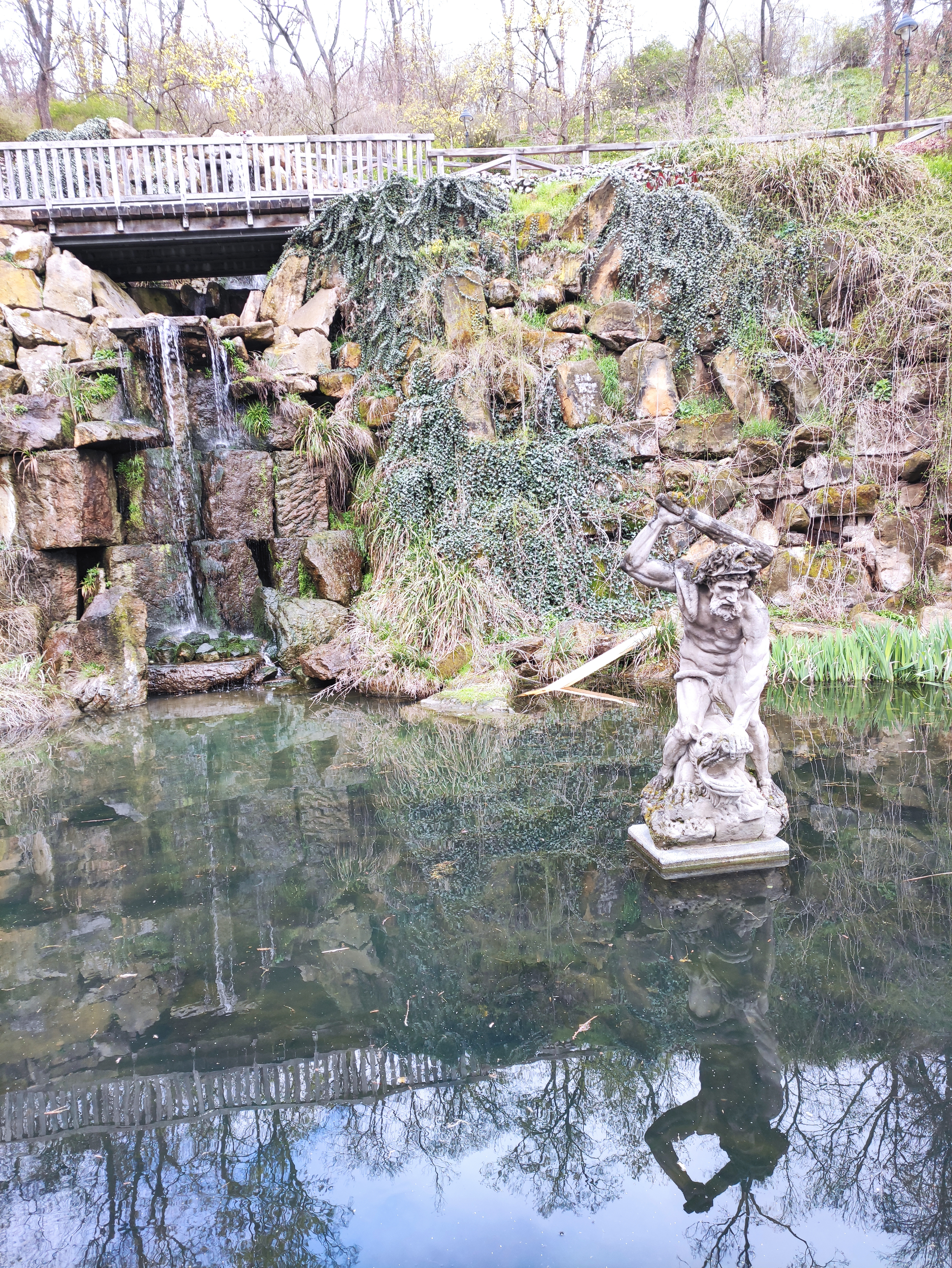
Instalace díla na Dolním jezírku
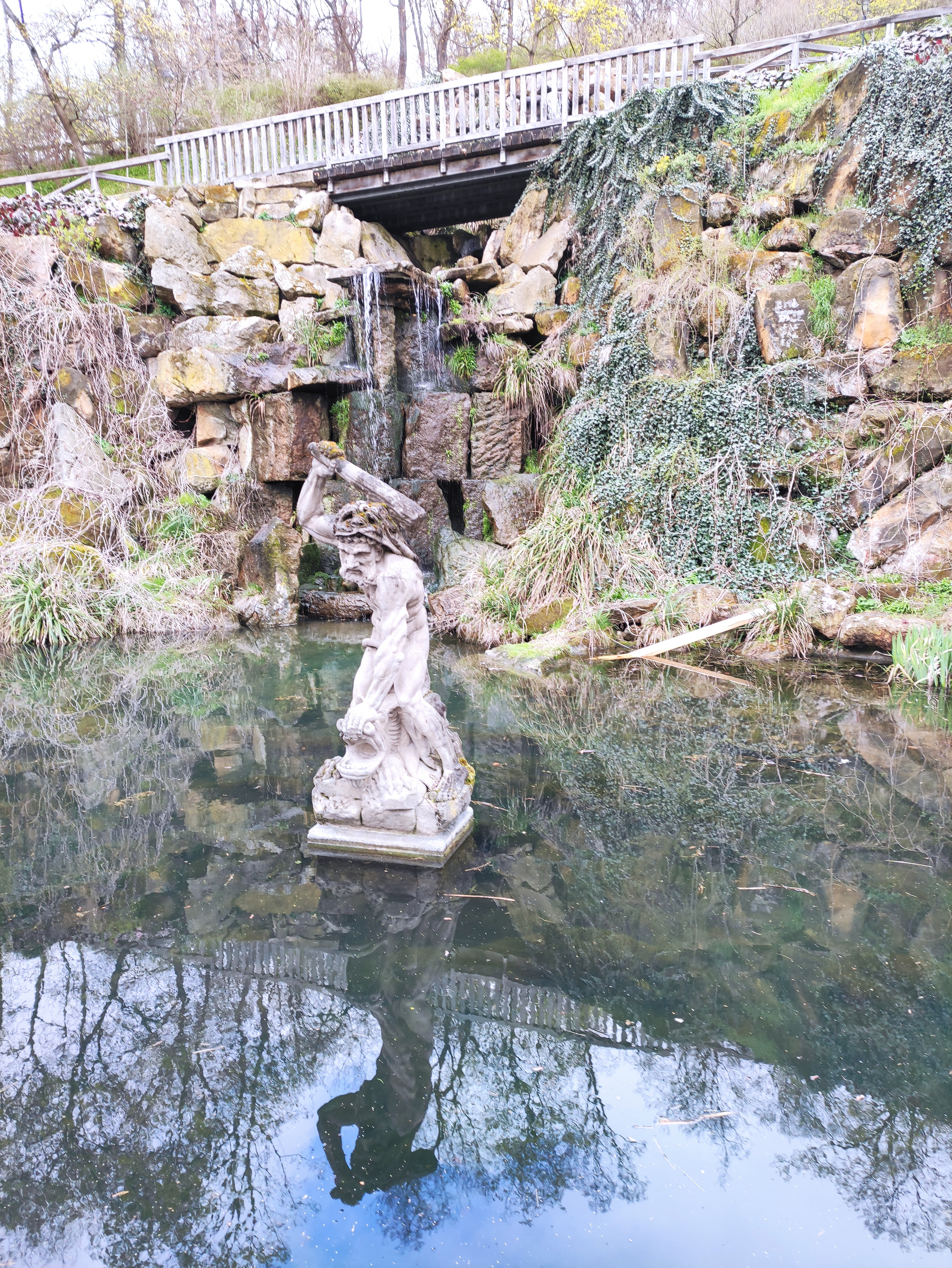
Instalace díla na Dolním jezírku